# Denver Broncos 2022
La stagione 2022 dei Denver Broncos è stata la 53ª della franchigia nella National Football League, la 63ª complessiva e la prima e unica con Nathaniel Hackett come capo-allenatore. Per tentare di tornare ai playoff per la prima volta dal 2015 la squadra orchestrò un grosso scambio con i Seattle Seahawks che portò a Denver il quarterback Russell Wilson.
Partita con l'ambizione di raggiungere il Super Bowl e malgrado una difesa che si piazzò tra le migliori in diverse categorie statistiche, la squadra fu rallentata dagli infortuni e da mediocri prestazioni dell'attacco che si piazzò ultimo in punti segnati. I Broncos non riuscirono a segnare 30 punti fino all'ultima gara della stagione. Il 26 dicembre 2022, già matematicamente esclusi dalla possibilità di qualificarsi per i playoff, dopo una pesante sconfitta subita contro i Los Angeles Rams per 14-51 e con un record di 4 vittorie e 11 sconfitte, Hackett fu licenziato e la squadra affidata per le ultime due gare stagionali all'assistente allenatore senior Jerry Rosburg. La squadra concluse con la sesta stagione consecutiva con un record negativo e con la settima senza accedere ai playoff. Inoltre il club pareggiò il suo record di sconfitte di una stagione, quando terminò 4-12 nel 2010. I Broncos conclusero con 22 giocatori in lista infortunati, secondi della lega dietro ai Tennessee Titans.

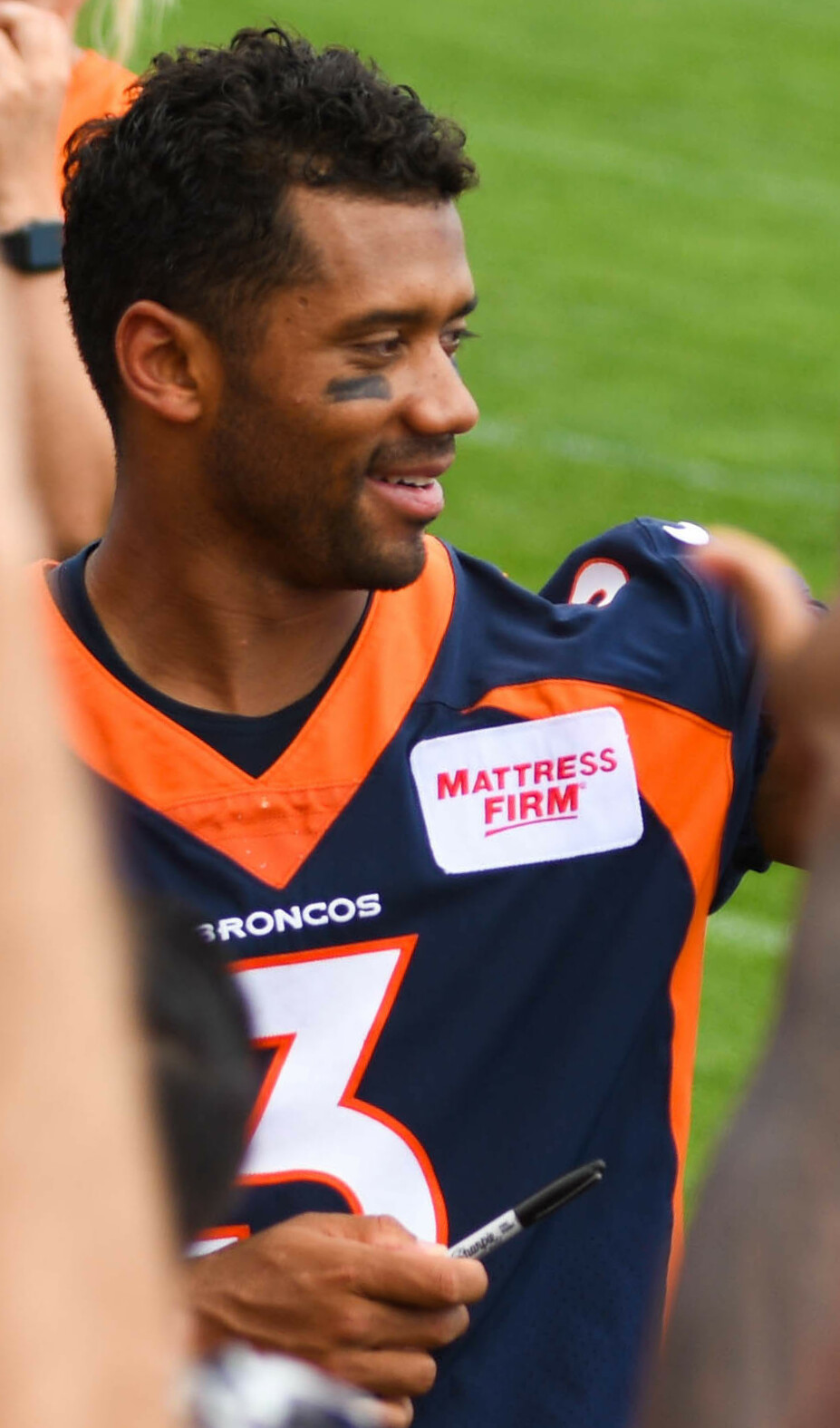
Nel 2022 i Broncos orchestrarono un grosso scambio con i Seattle Seahawks per portare a Denver il quarterback Pro Bowler Russell Wilson

## Scelte nel Draft 2022
| Scelte dei Broncos nel Draft 2022 |        |                      |       |            |
| Giro                              | Scelta | Giocatore            | Ruolo | College    |
| 2                                 | 64     | Nik Bonitto          | LB    | Oklahoma   |
| 3                                 | 80     | Greg Dulcich         | TE    | UCLA       |
| 4                                 | 115    | Damarri Mathis       | CB    | Pittsburgh |
| 4                                 | 116    | Eyioma Uwazurike     | DE    | Iowa State |
| 5                                 | 152    | Delarrin Turner-Yell | S     | Oklahoma   |
| 5                                 | 162    | Montrell Washington  | WR    | Samford    |
| 5                                 | 171    | Luke Wattenberg      | C     | Washington |
| 6                                 | 206    | Matt Henningsen      | DE    | Wisconsin  |
| 7                                 | 232    | Faion Hicks          | CB    | Wisconsin  |

## Staff
| Staff dei Denver Broncos nel 2022 |
| --- |
| Organi dirigenziali - Proprietario – Rob Walton - CEO – Greg Penner - Presidente – Damani Leech - General Manager – George Paton - Assistente General Manager - Darren Mougey - Direttore del personale dei giocatori – A.J. Durso - Dirigente sportivo – Rich Hurtado - Dirigente sportivo – Mark Thewes - Direttore dello sviluppo dei giocatori – Ray Jackson - Direttore degli osservatori del college – Brian Stark - Consulente – John Elway Capo allenatore - Jerry Rosburg (ad interim) - Assistente Capo Allenatore - Derek Haithcock Altri allenatori - Preparatore atletico – Loren Landow - Assistente p.a. – Korey Jones - Assistente p.a. – Pierre Ngo - Assistente p.a. – Emily Zaler - Assistente p.a. – Mark Loecher Allenatori dell'attacco - Coordinatore offensivo – Justin Outten - Quarterback – Klint Kubiak - Running back – Tyrone Wheatley - Wide receiver – Zach Azzanni - Tight end – Jake Moreland - Offensive line – Butch Barry - Assistente offensivo – Ben Steele - Controllo qualità dell'attacco – Ramon Chinyoung - Controllo qualità dell'attacco - Zach Grossi Allenatori della difesa - Coordinatore difensivo – Ejiro Evero - Defensive line – Marcus Dixon - Outside Linebacker – Bert Watts - Linebacker – Peter Hansen - Defensive backs – Christian Parker - Controllo qualità difensiva - Andrew Carter - Progetti difensivi – Bill Kollar - Assistente difensivo – Ola Adams - Assistente difensivo – Dom Capers Allenatori dello special team - Coordinatore dello special team – Dwayne Stukes - Assistente dello special team – Mike Mallory |

## Roster
| Roster dei Denver Broncos nel 2022 |
| --- |
| Quarterback - 3 Russell Wilson - 4 Brett Rypien Running Back - 26 Mike Boone - 25 Melvin Gordon - 33 Javonte Williams Wide Receiver - 16 Tyrie Cleveland - 1 K.J. Hamler - 10 Jerry Jeudy - 14 Courtland Sutton - 15 Jalen Virgil - 12 Montrell Washington Tight End - 83 Andrew Beck - 85 Albert Okwuegbunam - 82 Eric Saubert - 87 Eric Tomlinson Offensive Linemen - 76 Calvin Anderson T - 72 Garett Bolles T - 79 Lloyd Cushenberry C - 73 Cameron Fleming T - 61 Graham Glasgow G - 77 Quinn Meinerz G - 66 Dalton Risner G - 57 Billy Turner T - 60 Luke Wattenberg C Defensive Linemen - 91 Matt Henningsen NT - 97 D.J. Jones NT - 93 Dre'Mont Jones DE - 98 Mike Purcell NT - 96 Eyioma Uwazurike DE - 99 DeShawn Williams DE Linebacker - 42 Nik Bonitto OLB - 56 Baron Browning OLB - 55 Bradley Chubb OLB - 53 Jonathon Cooper OLB - 5 Randy Gregory OLB - 50 Jonas Griffith ILB - 47 Josey Jewell ILB - 94 Aaron Patrick OLB - 49 Alex Singleton ILB - 40 Justin Strnad ILB Defensive Back - 23 Ronald Darby CB - 22 Kareem Jackson SS - 37 P.J. Locke FS - 27 Damarri Mathis CB - 20 Darius Phillips CB - 31 Justin Simmons FS - 30 Caden Sterns SS - 2 Patrick Surtain II CB - 32 Delarrin Turner-Yell SS - 21 K'Waun Williams CB Special Team - 46 Jacob Bobenmoyer LS - 8 Brandon McManus K - 17 Corliss Waitman P Lista delle riserve - 45 Christopher Allen OLB (IR) - 69 Tom Compton T (PUP) - 28 Damarea Crockett RB (IR) - 80 Greg Dulcich TE (IR) - 89 Brandon Johnson WR (IR) - 13 Michael Ojemudia CB (IR) - 81 Tim Patrick WR (IR) - 74 Casey Tucker T (IR) Squadra di allenamento - 95 McTelvin Agim DT - 75 Quinn Bailey T - 34 Essang Bassey CB - 92 Jonathan Harris DE - 29 Faion Hicks CB - 9 Kendall Hinton WR - 11 Josh Johnson QB - 90 Jonathan Kongbo OLB - 35 Ja'Quan McMillian CB - 43 Kana'i Mauga ILB - 52 Netane Muti G - 36 Devine Ozigbo RB - 48 Dylan Parham TE - 19 Darrius Shepherd WR - -- William Sherman T 53 attivi, 8 inattivi, 15 nella squadra di allenamento |
| Legenda - I rookie sono in corsivo. - Il primo ruolo è il principale mentre gli eventuali successivi indicano i ruoli secondari. - (IR) sta per Injured Reserve ed indica la lista ristretta per un solo giocatore infortunato che può tornare ad allenarsi dopo la settimana 6 e a rientrare in prima squadra dopo che questa ha giocato 8 partite. - (NF-Inj.) / (NF-Ill.) stanno rispettivamente per Non-Football Injured e Non-Football Illness ed indicano le liste dove viene inserito un giocatore che ha un infortunio o una malattia non dipendente dal football americano. - (PUP) sta per Physically Unable to Perform ed indica la lista dove viene inserito un giocatore mentre è in attesa di recuperare la condizione fisica. Nella stagione regolare dopo la sesta partita giocata dalla propria squadra, il giocatore ha tempo tre settimane per riprendere ad allenarsi, più tre settimane aggiuntive dal suo rientro agli allenamenti per rientrare in prima squadra. |

## Precampionato
Il 12 maggio 2022 sono state annunciate le partite dei Broncos nel precampionato.  
| Precampionato |                |                   |           |        |                            |         |
| Settimana     | Data           | Avversario        | Risultato | Record | Stadio                     | Sintesi |
| 1             | 13 agosto 2022 | Dallas Cowboys    | V 17-7    | 1-0    | Empower Field at Mile High | Sintesi |
| 2             | 20 agosto 2022 | @ Buffalo Bills   | S 15-42   | 1-1    | Highmark Stadium           | Sintesi |
| 3             | 27 agosto 2022 | Minnesota Vikings | V 23-13   | 2-1    | Empower Field at Mile High | Sintesi |

## Stagione regolare

### Calendario
Il calendario della stagione regolare è stato annunciato il 12 maggio 2022. Il gruppo degli avversari, stabiliti sulla base delle rotazioni previste dalla NFL per gli accoppiamenti tra le division nonché dai piazzamenti ottenuti nella stagione precedente, fu giudicato come il 15º più duro da affrontare tra tutti quelli della stagione 2022.
| Stagione regolare |                   |                            |               |        |                            |         |
| Settimana         | Data              | Avversario                 | Risultato     | Record | Stadio                     | Sintesi |
| 1                 | 12 settembre 2022 | @ Seattle Seahawks (M)     | S 16-17       | 0-1    | Lumen Field                | Sintesi |
| 2                 | 18 settembre 2022 | Houston Texans             | V 16-9        | 1-1    | Empower Field at Mile High | Sintesi |
| 3                 | 25 settembre 2022 | San Francisco 49ers        | V 11-10       | 2-1    | Empower Field at Mile High | Sintesi |
| 4                 | 2 ottobre 2022    | @ Las Vegas Raiders        | S 23-32       | 2-2    | Allegiant Stadium          | Sintesi |
| 5                 | 6 ottobre 2022    | Indianapolis Colts (T)     | S 9-12 (DTS)  | 2-3    | Empower Field at Mile High | Sintesi |
| 6                 | 17 ottobre 2022   | @ Los Angeles Chargers     | S 16-19 (DTS) | 2-4    | SoFi Stadium               | Sintesi |
| 7                 | 23 ottobre 2022   | New York Jets              | S 9-16        | 2-5    | Empower Field at Mile High | Sintesi |
| 8                 | 30 ottobre 2022   | @ Jacksonville Jaguars (I) | V 21-17       | 3-5    | Wembley Stadium            | Sintesi |
| 9                 | Riposo            | Riposo                     | Riposo        | Riposo | Riposo                     | Riposo  |
| 10                | 13 novembre 2022  | @ Tennessee Titans         | S 10-17       | 3-6    | Nissan Stadium             | Sintesi |
| 11                | 20 novembre 2022  | Las Vegas Raiders          | S 16-22 (DTS) | 3-7    | Empower Field at Mile High | Sintesi |
| 12                | 27 novembre 2022  | @ Carolina Panthers        | S 10-23       | 3-8    | Bank of America Stadium    | Sintesi |
| 13                | 4 dicembre 2022   | @ Baltimore Ravens         | S 9-10        | 3-9    | M&T Bank Stadium           | Sintesi |
| 14                | 11 dicembre 2022  | Kansas City Chiefs         | S 28-34       | 3-10   | Empower Field at Mile High | Sintesi |
| 15                | 18 dicembre 2022  | Arizona Cardinals          | V 24-15       | 4-10   | Empower Field at Mile High | Sintesi |
| 16                | 25 dicembre 2022  | @ Los Angeles Rams         | S 14-51       | 4-11   | SoFi Stadium               | Sintesi |
| 17                | 1º gennaio 2023   | @ Kansas City Chiefs       | S 24-27       | 4-12   | Arrowhead Stadium          | Sintesi |
| 18                | 8 gennaio 2023    | Los Angeles Chargers       | V 31-28       | 5-12   | Empower Field at Mile High | Sintesi |

Note:
- Gli avversari della propria division sono in grassetto.
- Il simbolo "@" indica una partita giocata in trasferta.
- (M) indica il Monday Night Football, (T) il Thursday Night Football, (S) il Sunday Night Football e (I) le International Series.

## Premi

### Premi settimanali e mensili
- Corliss Waitman:

giocatore degli special team della AFC della settimana 3
- Dre'Mont Jones:

difensore della AFC della settimana 8
- Jerry Jeudy:

giocatore offensivo della AFC della settimana 18

## Leader della squadra
| Leader della squadra    |                     |        |
| Categoria               | Giocatore           | Valore |
| Yard passate            | Russell Wilson      | 3.524  |
| Touchdown passati       | Russell Wilson      | 16     |
| Yard corse              | Latavius Murray     | 703    |
| Touchdown su corsa      | Latavius Murray     | 5      |
| Ricezioni               | Jerry Jeudy         | 67     |
| Yard ricevute           | Jerry Jeudy         | 972    |
| Touchdown su ricezione  | Jerry Jeudy         | 6      |
| Punti                   | Brandon McManus     | 109    |
| Yard su rit. di kickoff | Montrell Washington | 340    |
| Yard su rit. di punt    | Montrell Washington | 271    |
| Tackle                  | Alex Singleton      | 163    |
| Sack                    | Dre'Mont Jones      | 6.5    |
| Fumble forzati          | Justin Simmons      | 3      |
| Intercetti              | Justin Simmons      | 6      |